# پس از میلاد

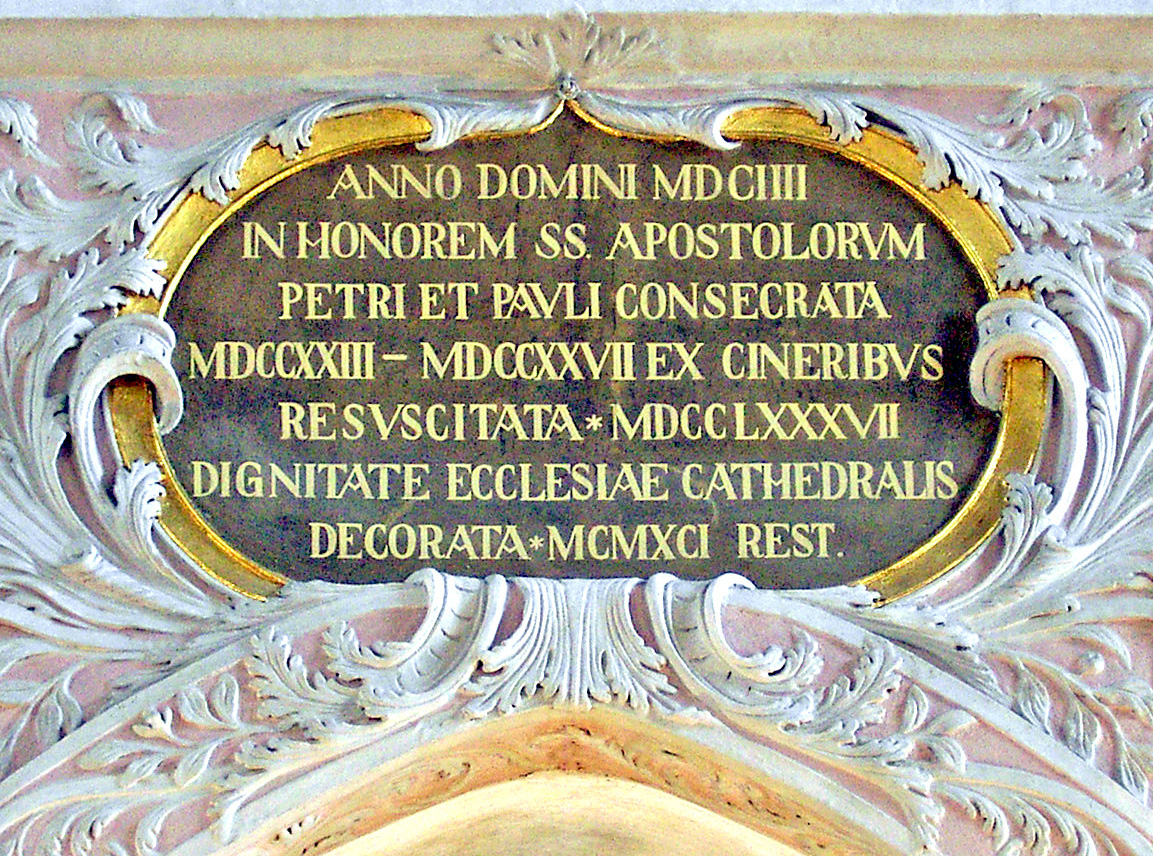
شمار سالیان بر اساس عصر مسیحیت اکنون در بسیاری از مناطق جهان مورد استفاده قرار دارد.

پس از میلاد یا آنُو دُمینی (لاتین: anno Domini) که مخفف آن "AD" است معرف یک مبدأ تاریخ است که بر پایه سال باستانی - تخمینی مورد قبول تولد عیسی مسیح قرار دارد. به همین شکل، «پیش از میلاد» (از یونان باستان «کریستوس» یا تدهین شده «اشاره به عیسی مسیح»، مخفف شده به «بی‌سی» "BC" که در زبان انگلیسی مورد استفاده قرار گرفته و به سال‌های قبل از شروع این مبدأ اشاره دارد. برخی از افراد غیر-مسیحی از مخفف‌های ای‌دی و بی‌سی بدون اشاره به مسیحی بودن آن، استفاده می‌کنند. بعضی از مردم ترجیح می‌دهند از عبارات جایگزین مانند «سی ای» و «بی‌سی‌ای» استفاده نمایند و علت آن را نیز خنثی بودن بیشتر این نوع الفاظ ذکر می‌کنند (رجوع کنید بهعصر مشترک).
این تخصیص جهت شمارش سالیان در «عصر مسیحیت» و به صورت مرسوم در ژولیوس و تقویم مسیحی به کار گرفته می‌شود. به صورت کامل‌تر، شمار سال‌ها را همچنین می‌توان به عنوان «انو دامینی نوستری ایسو کریستی» («در سال‌های سرور ما عیسی مسیح»). تاریخ‌گذاری «انو دامینی» برای اولین بار در سال ۵۲۵ مورد محاسبه قرار گرفته و در سال‌های قرن هجدهم در اروپای غربی استفاده از آن شروع شد.
شمار سالیان بر اساس عصر مسیحیت اکنون در بسیاری از مناطق جهان مورد استفاده قرار دارد. این استفاده هم شامل موارد تجاری و هم موارد علمی می‌گردد. برای دهه‌های متوالی، این تاریخ به عنوان استاندارد جهانی پذیرفته‌شده‌است و توسط سازمان‌های بین‌المللی مانند سازمان ملل و اتحادیه پستی جهانی مورد استفاده قرار گرفته‌است. این موضوع بخاطر رواج مسیحیت در دنیای غرب، تأثیر فوق‌العاده دنیای غرب بر علوم، فناوری و تجارت و همچنین این واقعیت که تاریخ خورشیدی تقویم مسیحیت برای زمانی دراز، به عنوان ابزار صحت فضائی در نظر گرفته می‌شود، است.
انگلیسی به کپی کردن استفاده لاتین در قرار دادن حروف مخفف «قبل» از رقم سال برای ای دی پرداخته ولی بی سی را «بعد» از رقم سال قرار می‌دهد؛ به عنوان مثال ۶۴ بی سی، ولی ای دی ۲۰۰۶.

## تاریخچه «انو دامینی»
مسیحیان اولیه اختصاص سال را با ترکیب تاریخ کنسولی، تاریخ سال شاهنشاهی رگنال و تاریخ خلقت انجام می‌دادند. استفاده از تاریخ کنسولی هنگامی که امپراتور جاستینین اول تعیین کنسول‌ها را در اواسط قرن ششم قطع نمود، منسوخ شده و کمی بعد از آن استفاده از تاریخ سال شاهنشاهی رگنال مرسوم گشت. آخرین کنسول تعیین شده آنیسیوس فاستوس آلبینوس باسیلی یوس در سال ۵۴۱ بود. قلمرو پاپ در طول سالیان قرون وسطی در تماس دائم با سفرای روم شرقی قرار داشته و دیدگاهی شفاف– مرگ‌های ناگهانی و عزل بدون توجه – نسبت به کسانی که در یک زمان امپراتور روم شرقی بودند، داشتند.
سیستم «انو دامینی» توسط یک کشیش بنام دیونیسیوس اگزیگووس (متولد اسکی ثیا ماینور) در روم بتاریخ ۵۲۵ و به عنوان نتیجه کارهای او در محاسبه تاریخ عید پاک توسعه یافت. دیونیسیوس در جدول عید پاک خود، سال ۵۳۲ ای دی را با سال رگنال ۲۴۸ امپراتور دیوکلیشین برابر در نظر گرفت؛ او در سر نامه خود سال ۵۲۵ ای دی را با کنسولگری پروبوس صغیر برابر دانست. " به‌هرحال، دیونیسیوس در هیچ جایی در ارائه
جدول خود «مبدأ تاریخ» خود را با سیستم‌های زمانی دیگر ارتباط نداد. چه کنسولگری، یا المپیاد، سال جهان ویا سال رگنال اگوستوس؛ او خیلی کم به توضیح یا توجیه تاریخ اساسی پرداخت" [تأکید شده‌است] (بلاک برن و هولفورد-استیونس ۲۰۰۳، ۷۷۸). بلاک برن و هولفورد-استیونس مباحثی را به صورت جامع در خصوص ۲ بی سی، ۱ بی سی یا ای دی ۱ به عنوان سال دیونیسیوس طرح نموده و هدفشان تعیین تولد مسیح یا حلول بوده‌است.
در میان منابع آشفته‌ای که توسط بلاک برن و هولفورد-استیونس (۲۰۰۳، ۷۷۸ اند امدش؛ ۷۷۹) ذکر شده‌اند، می‌توان به موارد زیر اشاره نمود:
- در ازمنه مدرن معنای حلول مشابه مفهوم بارداری است ولی برخی نویسندگان سنتی مانند بیدی حلول را به عنوان ولادت در نظر می‌گیرند.
- سال مدنی یا کنسولی از ۱ ژانویه آغاز می‌شود ولی آغاز سال دیوکلیشن ۲۹ اوت است.
- در لیست کنسول‌ها نا هماهنگی‌های زیادی بچشم می‌خورد
- جمع‌بندی‌های مغشوش در سال امپراطورهای رگنال وجود دارد

هشت تا ده سال پس از محاسبات دیونیسیوس، روش محاسبه دیگری توسط کشیش مذهب الکساندریا آنی یانوس در حوالی سال ای دی ۴۰۰ انجام گرفته که عید تبشیر را ۲۵ مارس در نظر گرفته، ۹ ای دی (جولیان) اند امدش؛ در قرون اولیه، این «عصر حلول» در کشورهای شرقی و در امپراتوری روم شرقی حاکمیت داشته و امروزه نیز در اتیوپی مورد استفاده‌است. البته باید در نظر داشت که بین تقویم اتیوپی یائی و تقویم مسیحی ۸ یا ۷ سال اختلاف وجود دارد.
مورخان روم شرقی مانند تجلی خدا در انسان به ثبت هر سال در دنیای تواریخ خود بر پایه‌های مختلف یهودی – مسیحی ادامه دادند – از نظریه خلقت جهان که توسط دانشمندان مسیحی پنج قرن اول دوران مسیحیت محاسبه گردیده بود. این اعصار، را که گاهی با نام «آنو ماندی»، «سال جهان (مخفف شده به صورت ای ام) توسط دانشمندان مدرن می‌خوانند، اختلاف‌انگیز هستند. هیچ مبدأ تاریخ تک» آنو ماندی" ملاک قرار نگرفت. یک فرمول معروف عبارت بود از روش ابداعی ایوسبیوس قیصر یک تاریخدان در دوره کنستانتین اول. جرومی مترجم لاتین به معروف شدن آنو ماندی ایوسبیوس در غرب کمک نمود.

### صحت
اگرچه دانشمندان به صورت کلی اعتقاد دارند که مسیح در زمانی قبل از سال ای دی ۱ متولد گردیده‌است، شواهد تاریخی دال بر تاریخ تعریف شده، بسیار ضعیف می‌باشند." (داجت ۵۷۹، ۱۹۹۲). بنا به انجیل ماتیو (۱۶٬۲:۱) هرود کبیر در تولد مسیح زنده بوده و دستور قتل‌عام بیگناهان را در عکس العمل به این تولد، صادر نموده بود. بلاک برن اند هولفورد-استیونس زمان مرگ هرود را کمی پس از تولد در سال ۴ بی سی (۷۷۰، ۲۰۰۳) ثبت نموده و می‌گوید که اعتقاد به داستان قتل‌عام بیگناهان دارند گاهی به ستاره استناد می‌کنند که موید مگی کتاب مقدس با مقارنه سیارات ۱۵ سپتامبر سال ۷ بی سی یا دنباله دار هالی سال ۱۲ بی سی می‌باشد؛ حتی مورخانی که به واقعه قتل‌عام بیگناهان اعتقاد ندارند، زمان تولد را در سال‌های حکومت هرود به عنوان افسانه‌ای کهن تر از انجیل‌های موجود، قبول دارند (صفحه ۷۷۶).
انجیل لوک (۱:۵) اظهار می‌دارد که جان تعمید دهنده معتقد بود که حتی اگر مسیح در دوره هرود متولد نشده باشد، حداقل در دوره بارداری بوده‌است، و اینکه در زمانی که مادر جان در ماه ششم بارداری بوده، مسیح نیز در دوره بارداری مادر بزرگوارشان قرار داشته‌اند (۱:۲۶). انجیل لوک همچنین اظهار می‌دارد که مسیح در دوران حکومت آگوستوس و در زمان حاکمیت کوایرینیوس بر سوریه تولد یافته‌است (۲–۲:۱)، بلاک برن اند هولفورد-استیونس (۷۷۰، ۲۰۰۳) اذعان می‌دارد که حاکمیت کوایرینیوس بر سوریه در سال ای دی ۶ آغاز گشته که با حاملگی سال ۴ بی سی در تضاد است. این منبع می‌افزاید که «لوک مقدس دشواری‌های بیشتری را موجب گردیده‌است… بنابراین اکثر منتقدان لوک را معتبر نمی‌دانند» (صفحه ۷۷۶). تکیه برخی از تحصیل کردگان بر انجیل جان در نشان دادن تاریخ تولد مسیح در سال ۱۸ بی سی است. (بلاک برن اند هولفورد-استیونس (۷۷۶، ۲۰۰۳).

### معروف‌سازی
یک مورخ آفریقائی قرن هفتم بنام ویکتور تون ننا، اولین تاریخ‌نگار یا مورخی بود که انو دامینی را به عنوان مکانیزم پایه ثبت تاریخ خود قرار داد. چند نسل بعد از بید که از مورخان انگلو ساکسون بحساب آمده و با آثار دیونیسیوس هم آشنائی داشت نیز تاریخ انو دامینی را در «تاریخ کلیسائی مردم انگلستان» که به سال ۷۳۱ خاتمه یافت، مورد استفاده قرار داد. در همین تاریخ، او اولین کسی بود که معادل لاتین «قبل از مسیح» را مورد استفاده قرار داده و علی‌رغم استفاده از صفر در کامپیوتوس خود، به ثبت استاندارد عدم وجود سال صفر برای مورخان همت گماشت. هم بید و هم دیونیسیوس از انو دامینی به عنوان آغاز دوره حلول یا حاملگی مسیح یاد نموده‌اند و نه تولد ایشان حدود نه ماه بعد («روش عید تبشیر»).
در قاره اروپا معرفی انو دامینی به عنوان عصر انتخاب رونسانس کارولینی‌ها توسط الکوئین انجام گرفت. این توافق چارلز کبیر و جانشینان او باعث رواج استفاده از مبدأ تاریخ و گسترش آن در سراسر امپراتوری کارولینی‌ها گردید که نهایتاً به عنوان هسته اصلی سیستم تا زمان معاصر مورد استفاده قرار دارد.
خارج از قلمرو امپراتوری کارولینی‌ها، اسپانیا به تاریخ‌نگاری به‌واسطه عصر سزارها یا عصر اسپانیائی ادامه داد که به خوبی تا قرون وسطی نیز ادامه یافت. مبدأ این تاریخ سال ۳۸ بی سی بود. عصر شهدا که به سال شماری از جلوس دیو کلیشن در سال ۲۸۴، شخصی که آخرین ولی شدیدترین کشتار مسیحیان را انجام داد پرداخت، در شرق رواج یافته و هنوز هم به‌طور رسمی توسط قبطی مورد استفاده قرار دارد. این مبدأ همچنین توسط اتیوپی یائی مورد استفاده قرار داشت. سیستم دیگر در نظر گرفتن مبدأ تاریخ از مصلوب کردن مسیح است که تصور می‌شود که زمان آن به هیپولیتوس و ترتلیان برگشته و گفته می‌شود که وقوع آن در زمان کنسولگری جمینی (ای دی ۲۹) بوده که در دست نوشته‌های معمول قرون وسطی نیز آمده‌است.
حتی اگر انو دامینی در قرن نهم دارای کاربرد وسیع بوده باشد، واژه قبل از مسیح (یا معادل آن) تا اواخر قرن پانزدهم مرسوم نگردیده بود.

## سایر تواریخ دارای کاربرد رسمی
برخی تواریخ دیگر نیز در عصر مدرن دارای کاربرد رسمی بوده یا هنوز هم در برخی از کشورها در کنار تاریخ انو دامینی بین‌المللی حاضر، مورد بهره‌برداری قرار دارند.

## ازمنه ملی آسیایی‌ها
- نام تاریخ ژاپنی رسمی شمار سالیان را از زمان جلوس امپراتور فعلی در نظر گرفته و مبدأ تقویم سالیانه ایشان سالی است که جلوس انجام شده‌است. نام امپراتور فعلی هی سی آکیهیتو کسی که حکومتش در سال ۱۹۸۹ آغاز گشت، است؛ بنابراین آن سال برابر با هی سی ۱ (ژاپنی: ۰۰۰۰، هی سی «گانن»، یا «سال اول» است).
- در تایوان بسیار مرسوم است که تاریخ را با تاریخ جمهوری خلق چین که اولین سال آن ۱۹۱۲ است، می‌سنجند. (ماکروسافت ۲۰۰۶ سال ۱۹۱۲ را مورد تأیید قرار می‌دهد)
- کره شمالی از سیستمی استفاده می‌کند که اولین سال آن ۱۹۱۲ =(جوشه۱)، سال تولد بنیان‌گذار آن کیم ایل سونگ است. سال ۲۰۰۴ مصادف با «جوشه ۹۳» بود. «جوشه» بمعنای «استبداد، خود اتکائی» است.
- در تایلند و در سال ۱۸۸۸، پادشاه چالالونگ کورن فرمان تشکیل یک تاریخ تایلندی را صادر کرد که مبدأ آن پیدایش بانکوک در ۶ آوریل ۱۷۸۲ بود. در سال ۱۹۱۲ روز شروع سال به ۱ آوریل منتقل گردید. در سال ۱۹۴۱، نخست‌وزیر پلیک پیبولسونگ گرام تصمیم گرفت که گذر سالیان را با مبدایت

سال ۵۴۳ بی سی بشمارد. این تاریخ به تقویم خورشیدی تائی یا تاریخ تایلند بودائی معروف بوده و آشکارا بر پایه تقویم خورشیدی غربی استوار است. این یکی از انواع تقویم بودائی بحساب می‌آید.
- در هندوستان، تاریخ ساکا سنتی که مبدأ آن سال ای دی ۷۸ است، تقویم رسمی است. به‌هرحال، تقویم گریگوری به عنوان تقویم غیررسمی به‌طور گسترده مورد استفاده قرار دارد. اسناد دولتی معمولاً دو تاریخ را نشان می‌دهند.

### تواریخ مذهبی
- در اسرائیل تقویم رسمی کشور تقویم سنتی عبری است که از تاریخ گاه‌شماری از زمان خلقت استفاده می‌کند. به‌هرحال، تقویم گریگوری به عنوان تقویم «غیررسمی» به‌طور گسترده مورد استفاده قرار دارد.. اسناد دولتی معمولاً دو تاریخ را نشان می‌دهند.
- در جهان اسلام، گاهشماری اسلامی سنتی بر اساس «انو هجری» «(در سال» هجرت یا تاریخ «ای اچ» به درجات متفاوت خصوصاً جهت مقاصد مذهبی مورد بهره‌برداری قرار دارد. مبدأ تقویم رسمی تقویم ایرانی (که در افغانستان و همچنین ایران مورد استفاده است نیز «هجرت» است ولیکن بر اساس تقویم خورشیدی بوده و سال شماری آن با تقویم مذهبی همخوانی ندارد.
- در مسلک هندو، تقویم رسمی تقویم هندوی سنتی است که مبدأ آن ۲۳ ژانویه سال ۳۱۰۲ بی سی است. به این تاریخ همچنین با نام تاریخ کالی اشاره می‌شود.

### تلاش‌های اروپائیان
- انقلاب فرانسه تلاش نمود که سیستم انو دامینی را با یک تاریخ با مبدأ بودن تاریخ ۲۲ سپتامبر ۱۹۷۲ = ۱ «وندمیار ان ۱» اولین جمهوری فرانسه جایگزین سازد. («ببینید» تقویم جمهوریخواهان فرانسه). بالاخره ناپلئون تقویم جاری ۱ ژانویه ۱۸۰۶ را روز ۱۰ «نیووس ان XIV» ملغی نمود.
- به همین شکل، چکسلواکی نیز سعی در استفاده از تقویمی انقلابی داشت ولیکن پس از چند ماه، استفاده از تقویم ای دی را پذیرفت.
- فاشیست‌های ایتالیائی یک سیستم استاندارد را با اعداد رومی را استفاده می‌نمودند که مبدأ آن زمان شکل‌گیری دولت فاشیستی در سال ۱۹۲۲ بود. بنابر این، به عنوان مثال سال ۱۹۳۴ سال XII بحساب می‌آمد. این تاریخ با فروپاشی فاشیسم در ایتالیا در ۲۵ ژوئیه سال ۱۹۴۳ از بین رفت.

## واژه‌های هم‌معنی

### تاریخ مشترک
انو دامینی را گاهی با نام تاریخ مشترک («سی.ای.» یا «سی ای») می‌خوانند. این واژه معمولاً توسط کسانی که نمی‌خواهند مفاهیم مذهبی در تاریخ وارد شوند، ترجیح داده می‌شود. به عنوان مثال، کانینگهام و استارر (۱۹۹۸) این‌گونه می‌نویسند که «بی.سی.ای. / سی. ای… متضمن ایمان به مسیح نبوده و از این رو کاربرد آن در بین افراد با ادیان مختلف بوده و از این جهت کاربرد شان از تاریخ‌های معمول بی. سی / ای. دی مناسب تر است.»
جمهوری خلق چین که در سال ۱۹۴۹ تأسیس گشت، تاریخ غربی‌ها را پذیرفته و آن را gōngyuán, 公元، که از لحاظ ادبی بمعنای تاریخ مشترک است.

### انو سالوتیس
انو سالوتیس (که ترجمه معمول آن از لاتین بمعنای «سال رستگاری» است) یک اسلوب تاریخ‌نگاری است که تا قرن هجدهم کاربرد داشته و مبدأ آن مانند انو دامینی از زمان تولد عیسی مسیح محاسبه می‌گردید. این مفهوم را می‌توان در قالب پذیره‌های دینی مسیحیان توصیف نمود که بر طبق آن تولد مسیح باعث رهائی انسان از لعنت جاویدان گردیده‌است. نام این تاریخ را معمولاً به‌صورت‌های کامل انو نوستایرسالوتیس («در سال رستگاری ماً)، انو سالوتیس هامانای (» در سال رستگاری انسان «)، انو ریپاراتای سالوتیس (» سال اکمال رستگاری") بکار می‌برند.

## شماره‌گذاری سالیان
مورخان از سال صفر استفاده نمی‌نمایند – ای دی ۱ اولین سال یا مبدأ تاریخ انو دامینی محسوب گشته و ۱ بی سی بلافاصله از این مبدأ به عقب رفته و به عنوان یکسال قبل از مبدأ نامیده می‌شود. این ایرادی است که در برخی محاسبات به چشم می‌خورد؛ از این جهت در سال شماری فضائی یک صفر اضافه شده
و «ای دی» و «بی سی» حذف گشته‌اند. در راستای حفظ استاندارد شمارگان اعشاری، یک علامت منفی «–» به سال‌های ماقبل اضافه می‌گردد. بدین صورت شمارش معکوس سال ۲ به این ترتیب خواهد بود۲-،۱-، ۰، ۱، ۲ که به همین صورت از دو طرف ادامه می‌یابد. نتیجه این امر باعث یک تغییر یک-ساله بین دو سیستم می‌گردد (بعنوان مثال ۱ مساوی ۲ بی سی می‌گردد). به‌هرحال، کاربری مدنی هنوز ایده سال صفر را نمی‌پذیرد.

## مبادی تقویم‌های اولیه
تاریخ «انو دامینی» تا قرن هشتم توسط اروپای غربی مورد قبول واقع نشده بود. مسیحیان اولیه همانند دیگر شهروندان امپراتوری روم از روش‌های متفاوت برای مشخص کردن یک سال خاص استفاده می‌نمودند – و قرار دادن بیش از یک تاریخ در یک سند مرسوم بوده‌است. این اختلاف باعث می‌شد که مورخان از طریق مقایسه گاه‌شماری مناطق مختلف یک شاهنشاهی، لیست‌های رگنال موازی برای بسیاری از سلطنت‌ها و سیستم‌های سیاسی ابداع نمایند.

## تاریخ‌نگاری کنسولی
اولین و مشترک‌ترین وسیله گاه‌شماری، تاریخ‌نگاری کنسولی روم و یونان بود. این امر شامل نامگذاری «کنسولز اوردیناری» یعنی کسی که برای این منصب تعیین می‌گشت ۲ ژانویه سال مدنی، بود. برخی اوقات یک یا دو کنسول تا نوامبر یا دسامبر سال قبل تعیین نشده و اخبار انتصابات تا چند ماه پس از شروع سال جدید به برخی مناطق امپراتوری روم نرسیده بود. از این رو ما گاهی کتیبه هائی می‌یابیم که از سال به عنوان «پس از کنسولگری» هر دو کنسول یاد شده‌است.

## تاریخ‌نگاری از زمان پیدایش روم
روش دیگر تاریخ‌نگاری که به ندرت مورد استفاده قرار می‌گرفت، مشخص کردن سال «انو آربیس کاندیتای» یا «در سال پیدایش شهر» (مخفف ای یو سی) بود که «شهر» به معنای «روم» تلقی می‌شد. (اغلب این اشتباه می‌شود که ای یو سی مخفف "اب آربه کوندیتاً که عنوان تاریخ تی لوی روم است، می‌باشد) مورخان رومی از چندین مبدأ تاریخ استفاده کرده‌اند. مورخان مدرن معمولاً مبدأ واروو را برمی‌گزینند که ما آن را در سال ۷۵۳ بی سی قرار می‌دهیم.
در حدود سال ای دی ۴۰۰، یک مورخ اهل جزایر ایبری به نام اوروسیوس تاریخ «اب آربه کوندیتاً را مورد استفاده قرار داد. شاید پاپ بنی فیس ششم (در حدود سال ای دی ۴۰۰) اولین شخصی بود که هر دو تاریخ» اب آربه کوندیتاً و تاریخ «انو دامینی» را با هم مورد استفاده قرار داد. (از نظر او ای دی۶۰۷ = ای یو سی ۱۳۶۰).

### سالیان رگنال امپراطوران روم
سیستم دیگری که مورد استفاده آن بسیار کمتر از آنچه تصور می‌رود، بود. سال رگنال امپراتوری روم است. در ابتدا، اگوستوس شمارش سال را بر اساس تعداد دفعات عهده‌دار شدن کنسول‌گری و تعداد دفعاتی که سنای روم قدرت حاکم را به وی اعطاء کرده بود، انجام داده و دقیقاً نظاره گر این افسانه بود که قدرت وی ناشی از این سمت‌های تفویضی و نه قدرت شخصی خود او بوده یا اینکه چه تعداد سپاهی تحت کنترل او بوده‌اند. جانشینان وی نیز این روند را تا زمان محو شدن خاطره جمهوری روم (اواخر قرن دوم یا اوایل قرن سوم) یعنی زمانی‌که به صورت آشکار سال رگنال را برگزیدند، ادامه دادند.

### دروه‌های نشانه
سیستم مشترک دیگر استفاده از دروه نشانه بود (که در آن ۱۵ نشانه به وجود آورنده یک دروه مالیات کشاورزی و شروع سال جدید دوره به‌شمار می‌رفت). استفاده از تاریخ دوره‌ای بروی اسناد و وقایع (بعنوان مثال «پنجمین نشانه»، «دهمین نشانه») در قرن چهارم آغاز گشته و بسیار طولانی‌تر از زمان ختم دریافت مالیات نیز مورد استفاده بود. این سیستم در شهر گال مصر و بخش‌های وسیعی از یونان تا زمان استیلای اسلام و در امپراتوری روم شرقی تا زمان استیلای آن در سال ۱۴۵۳، مورد بهره‌برداری قرار داشت.

### سیستم‌های دیگر تاریخ‌نگاری
تعداد بسیار زیادی از سیستم‌ها یا تاریخ‌ها نیز از اهمیت برخوردار بودند، به عنوان مثال سال شماری از زمان پیدایش یک شهر به‌خصوص، سال رگنال امپراتوری فارسی در همسایگی، و نهایتاً حتی سال حکمرانی یک خلیفه. مبدأ شروع سال شماری نیز از محلی به محل دیگر متفاوت بوده و به صورت گسترده در اروپا از استاندارد خاصی برخوردار نبود (بجز انگلستان). از مهم‌ترین این تاریخ‌ها می‌توان به تاریخ سلسله (مورد استفاده تا قرن هشتم) و تاریخ اسپانیائی (مورد استفاده در اسناد رسمی آراگون، والنسیا و در کستایل تا قرن چهاردهم اشاره نمود. در سال ۱۴۲۲، پرتقال آخرین کشور اروپای غربی بود که تاریخ «انو دامینی» را پذیرفت)

## توجه
- بر طبق نظر عمر خیام طول یک سال در تقویم فارسی کهن حدود ۳۶۵/۲۴ روز بوده‌است. روزها، که خیلی نزدیک به سال ربیعی نقطه اعتدالین بوده ولی نیاز به یک دوره ۳۳ ساله دارد.
- تعریف میلوتین میلانکویچ که در تقویم اصلاحی جولیان مورد استفاده بوده ۳۶۵/۲۴ می‌باشد. روزها، که خیلی نزدیک به سال شاخص استوائی بوده ولی از دوره‌های طولانی مدت نامتساوی استفاده می‌کند.
- علی‌رغم تصور عام، ای دی مخفف بعد از مرگ «نمی‌باشد».